# いわさきバスネットワーク

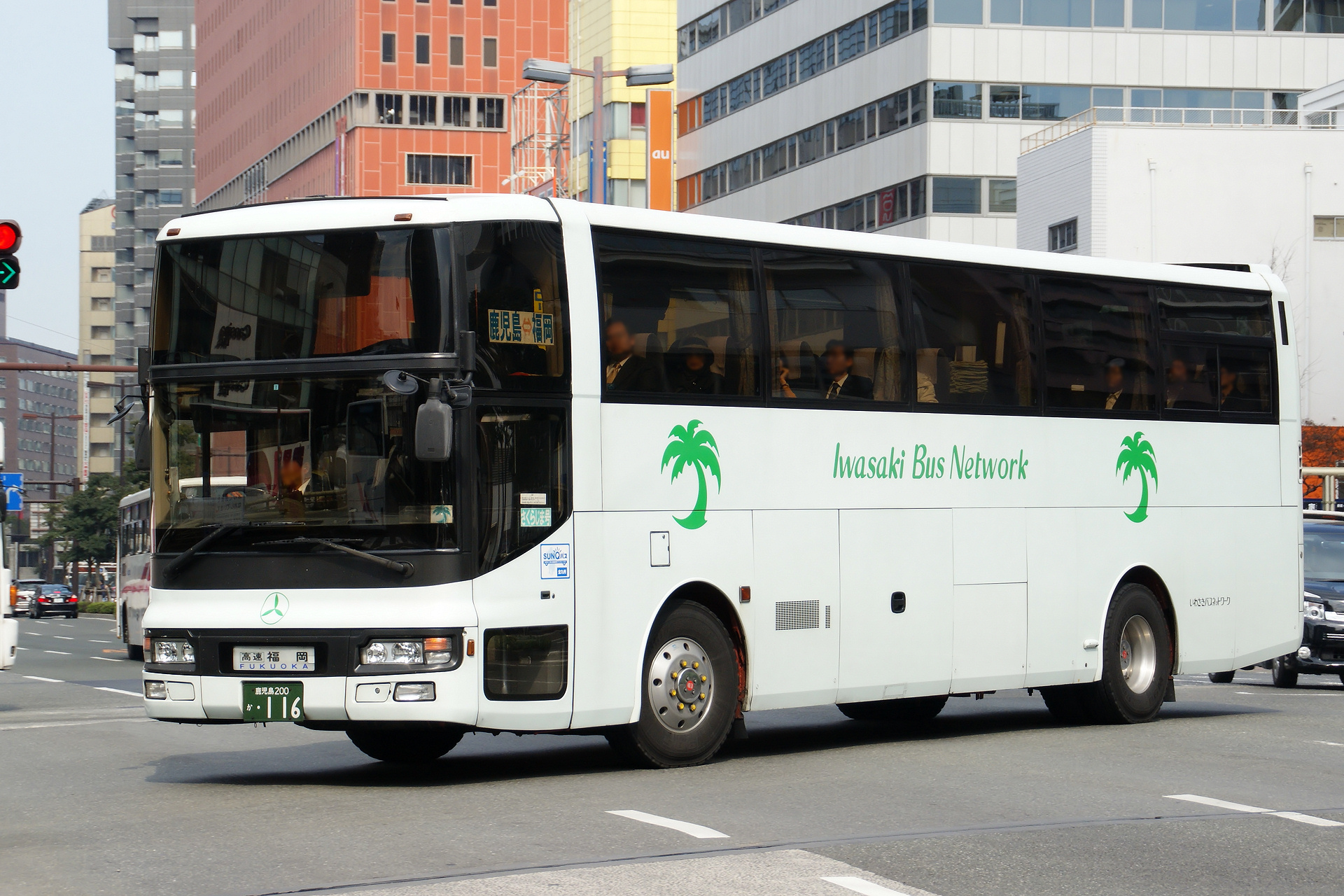
高速バス（桜島号、日産ディーゼル・スペースアロー）

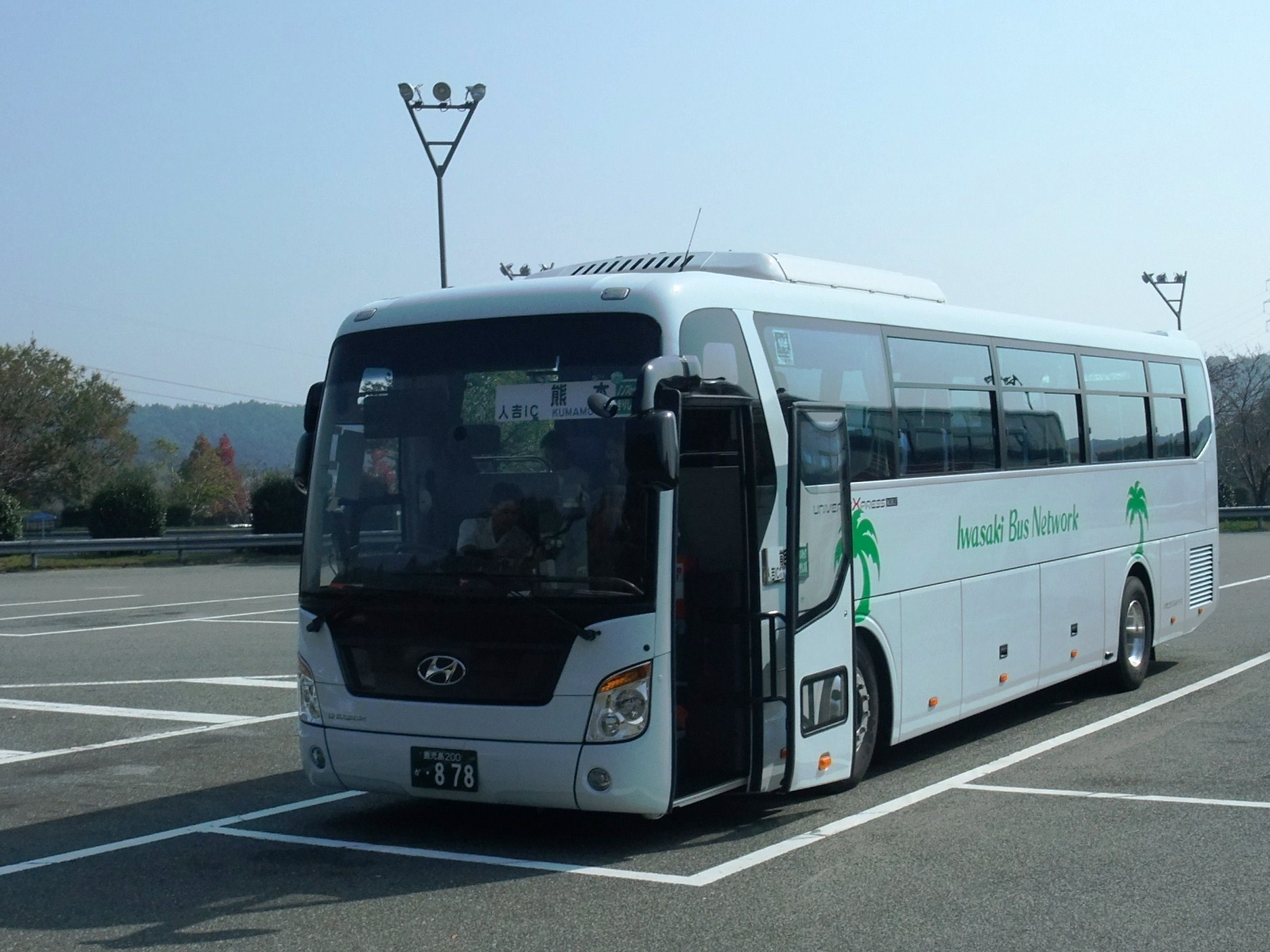
高速バス（きりしま号、ヒュンダイ・ユニバース）

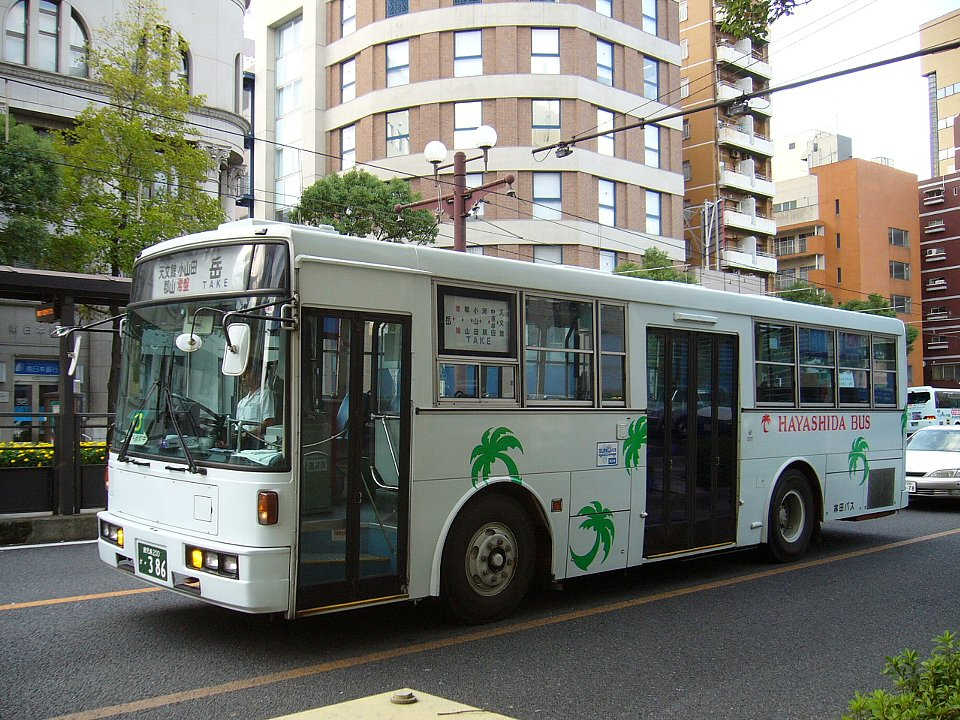
一般路線バス

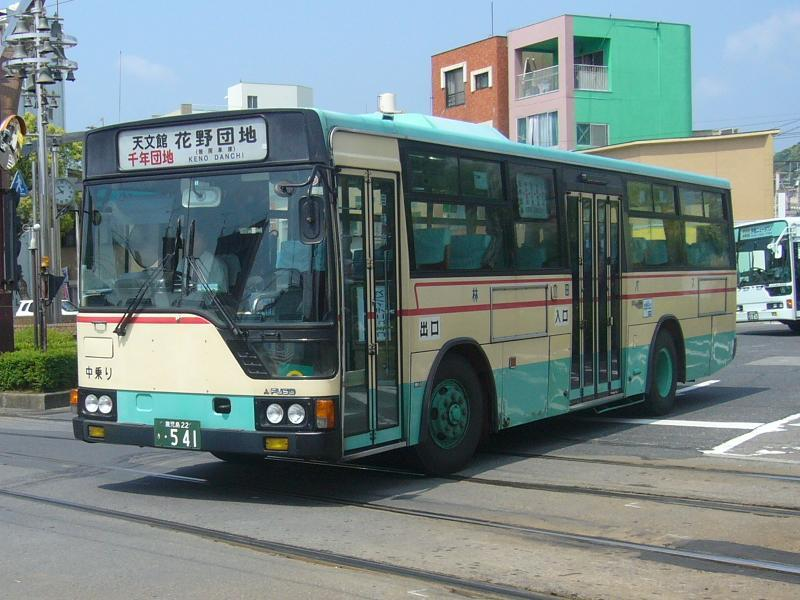
一般路線バス（林田産業交通時代の塗色、三菱製）

いわさきバスネットワーク株式会社は、鹿児島県中西部・霧島を営業エリアとしていたバス事業者。鹿児島県薩摩、大隅、種子島、屋久島などの交通・観光事業者各社とともに「いわさきグループ」を構成している。通称、いわさきバス。
2008年2月1日に林田バスからバス事業の移行を受けて事業を開始したが（林田バスは清算）、2016年3月30日にバス事業を鹿児島交通に譲渡し、いわさきバスネットワークは解散した。

## 歴史
- 1918年（大正7年）： 創業者の林田熊一が宮之城（現・さつま町宮之城） - 川内（現・薩摩川内市中心部）間に乗り合いバスの運行を開始。
- 1920年（大正9年）： 林田自動車商会を設立。
- 19xx年： 林田産業交通に社名を変更。
- 1970年代： 鹿児島交通と共同出資で鹿児島空港リムジンを設立。
- 1987年（昭和62年）： 鹿児島県内で初のスーパーハイデッカーバス（日産ディーゼル・スペースウィング）を導入。
- 1996年（平成 8年）： 林田産業交通が経営破綻。
- 1998年（平成10年）4月1日： 林田産業交通から岩崎産業の完全子会社である林田バスに事業譲渡[1]。岩崎グループ傘下で再建を図る[1]。
- 2006年（平成18年）9月1日： 福岡 - 鹿児島間高速バス「桜島号」および鹿児島空港リムジンバスを解散した南九州バスネットワークより移管された。
- 2008年（平成20年）2月1日： 林田バスからいわさきバスネットワークに事業を移行。
- 2016年（平成28年）3月30日： いわさきバスネットワークから鹿児島交通に事業を譲渡、いわさきバスネットワークは解散した。

## 営業所・案内所
- 鹿児島営業所
  - 鹿児島市浜町120番地8
    - 当営業所のほか皆房車庫・田入道車庫・花野団地西口車庫・河頭車庫・岳車庫・岡之原車庫・鹿児島空港リムジン車庫がある。
    - 定期券・乗車券発券等の案内業務は天文館案内所・高速船ターミナルにて業務を行っている。
- 川内営業所
  - 薩摩川内市御陵下町3081番地
    - 当営業所のほか串木野車庫・湯之元車庫・宮之城車庫・永野金山車庫がある。なお、串木野車庫の位置は旧串木野営業所の場所ではなく、西回り自動車道串木野インターにある。
- 国分営業所
  - 霧島市国分福島3丁目586番地3
    - 当営業所のほか日当山車庫・霧島車庫（旧霧島営業所）・姶良ニュータウン車庫・重久車庫（嘗ての営業所所在地）がある。
    - 嘗ては重久が当営業所の所在地であり、窓口業務を行っていたが、2009年10月より現在地に移転している。

## 高速バス・空港リムジンバス
高速バスは鹿児島営業所が担当、リムジンバスは鹿児島・川内両営業所が担当。なお、国分営業所は2008年以降高速（リムジン）バスの担当便はない。

### 自社運行路線
桜島号
鹿児島（鹿児島本港・天文館・鹿児島中央駅前） - 福岡（西鉄天神高速バスターミナル・博多バスターミナル）
きりしま号
鹿児島（鹿児島本港・天文館・鹿児島中央駅前） - 熊本（熊本交通センター）

### 予約・出札業務・運行支援業務受託
もとは鹿児島交通が現地の会社と共同運行していたが、南九州バスネットワークへの移管を経て同社解散により共同運行会社が単独で存続しているものである。
トロピカル号　大分線
鹿児島（鹿児島本港・天文館・鹿児島中央駅前） - 大分（金池ターミナル・トキハ前）

### 南九州バスネットワーク移管路線
鹿児島空港リムジンバス
もともと鹿児島交通と前身の林田産業交通が共同で出資して設立された、地方空港では異例の空港アクセス専門のバス事業者である（2006年8月31日会社解散）。南九州バスネットワークから移管した運用分は2006年9月1日から当社が継いでいる。南国交通と共同運行。
1. 鹿児島空港 - 薩摩吉田IC - 吉野 - 金生町 - 天文館 - 鹿児島中央駅 - 鴨池港
2. 鹿児島空港 - 鹿児島北IC - 伊敷 - 金生町 - 天文館 - 鹿児島中央駅 - 鴨池港
3. 鹿児島空港 - 鹿児島IC - 鹿児島中央駅 - 天文館
4. 鹿児島空港 - 皇徳寺ニュータウン - 谷山電停前 - 卸本町中央

### 上記以外の高速道・空港関連路線【鹿児島・川内】
- 「空港・日置線」鹿児島空港 - 湯之元（伊集院駅経由、一部日吉支所前発着）
- 「川内線」鹿児島空港 - 京セラ川内（蒲生・入来・市比野・川内駅経由）    ほか
- 「せんだい号」
  - 鹿児島（鹿児島駅前・天文館・鹿児島中央駅） - 川内（川内山形屋前・鹿児島純心女子大学）
  - 鹿児島（鹿児島駅前・天文館・鹿児島中央駅） - 川内（川内山形屋前・川内営業所)
  - 鹿児島（鴨池港・天文館・鹿児島中央駅） - 川内（川内山形屋前・川内営業所）
  - 鹿児島中央駅西口→川内駅・鹿児島純心女子大学
- 「こしきじま号」
  - 鹿児島（鹿児島駅前・天文館・鹿児島中央駅） - 串木野新港
- 「メモリーライン」霧島いわさきホテル → 指宿いわさきホテル（丸尾・鹿児島空港・指宿駅のみ停車。朝の指宿ゆき1本のみいわさきバスネットワークの担当。）

## 一般路線バス
鹿児島市中西部と鹿児島県川薩地区および姶良・霧島地区を営業エリアとする。いわさきICカード、ラピカが使用できる。なお、共同運行の南国交通や鹿児島市交通局バスと異なり、精神障害者保健福祉手帳では1級＝介護者含め半額、2級＝本人のみ半額、3級＝対象外(前述の２社局は級に変わらず半額)なため、鹿児島空港＝市内便などの共同運行便で取扱いが異なる問題がある。

### 系統番号・色分け
いわさきバスでは2008年度末より一部の路線を除いて系統番号を採用している。さらに、一部の車両の方向幕では以下のように行先により色分けを行っている。
- 74永吉線〔紫〕
- 77玉里線〔桃〕
- 上記以外の鹿児島市内方面・3号線（串木野・川内）方面ゆき〔緑〕
- 姶良・霧島市（隼人・国分）方面〔黄〕
- 川内 - 宮之城線〔青〕
- 川内 - 樋脇・入来方面ならびに牧園・霧島温泉方面〔赤〕
- 羽島・土川方面〔茶〕

### 運行している市町村
- 鹿児島市（旧鹿児島市・郡山町域）
- 日置市（旧吹上町域を除く全域）
- 薩摩川内市
- いちき串木野市
- 霧島市（旧福山町・横川町を除く全域）
- 薩摩郡さつま町
- 姶良市

### バスターミナル
鹿児島交通とは異なり、独自のバスターミナルは存在しない。なお、林田バス（林田産業交通）時代はホテル林田温泉（現在の霧島いわさきホテル）と串木野（旧串木野営業所）・日当山温泉（旧日当山営業所、現日当山）にバスターミナルをもっていた。
- 鹿児島中央駅

### 一般路線概要
※系統の詳細は各営業所の項目を参照。【 】内は担当営業所
鹿児島市内線【鹿児島・国分・川内】
鹿児島駅前 - 花野団地線をメインに伊敷ニュータウン・玉里団地・永吉方面をエリアとする。所轄は鹿児島営業所だが伊敷ニュータウン線には国分営業所所属の車両が、花野団地線には川内営業所所属の車両も乗り入れてくる。
鹿児島市内 - 国道10号線（姶良・霧島方面）【鹿児島・国分】
10号線関係は全て伊敷ニュータウン（一部は鹿児島中央駅始発）起終点とし、姶良地区は姶良ニュータウンや帖佐（自動車試験場）近郊、霧島地区は隼人・国分を経由して重久車庫まで運行している。かつては特急・急行バスの運行や高速経由で霧島温泉郷やえびの高原まで、さらに一昔前は国道経由で霧島方面へ直通していた。試験場線は鹿児島営業所所属の車両で、姶良ニュータウン線や鹿児島 - 国分（重久）線は鹿児島営業所と国分営業所の車両で運行している。
鹿児島市内 - 国道3号線（郡山・串木野・川内方面）【鹿児島・川内】
3号線を経由して旧郡山町域・日置市・いちき串木野・薩摩川内市方面へ運行、さらに西回り自動車道経由で川内方面への高速バスも運行。いわさきバスの一般路線では唯一、特急バスを運行している。
鹿児島営業所と川内営業所の車両で運行。
姶良・霧島（隼人・国分）地区【国分】
重久車庫を基準に隼人・国分・加治木方面のローカル線のほか、国分 - 鹿児島空港線や隼人巡回バスも運行。全系統国分営業所の車両で運用。　
霧島（牧園・霧島）地区【国分】
国分 - 霧島間を日当山・霧島神宮経由の2系統をメインに霧島温泉駅・鹿児島空港など旧牧園町・霧島町のローカル線を運行。いわさきバスでは唯一、定期観光バスの運行がある。国分～霧島線と鹿児島空港～霧島線は重久車庫と霧島車庫の車両で運行。旧牧園町・霧島町内のローカル線（霧島温泉駅発着の系統）と定期観光バスは霧島車庫の車両で、えびの高原方面のトレッキングバスは重久車庫の車両で運行。
薩摩川内（川内・樋脇・入来）・さつま町（宮之城）地区【川内】
川内地区は主に旧川内市東部（純心学院・永利・草良・羽島）・樋脇・入来・宮之城エリアをネットワークする。川内営業所（上川内車庫）所属車で運行。なおさつま町内のローカル線は宮之城車庫の車両にて運行。
いちき串木野（串木野・湯之元・市来）・日置地区【川内】
串木野駅・湯之元・伊集院駅を基準に日置市の旧伊集院町（妙円寺団地方面）・東市来町域（おもに江口浜・日置方面）、いちき串木野市全域（生福・野下・羽島・土川方面）をネットワークする。川内営業所所属車のうち、串木野車庫・湯之元車庫駐在車両で運用。
スクール系統（一般利用可）【鹿児島・国分・川内】
明桜館高校（旧甲陵高校）・神村学園・城西高校をメインにスクール系統を運行。ほか小中学校へのスクールバスも運行。
高速道・空港関連路線【鹿児島・川内】
- 「桜島号」鹿児島本港(高速船ターミナル前) - 博多駅交通センター（天文館・鹿児島中央駅・鹿児島空港南・西鉄天神高速バスターミナル経由）
- 「きりしま号」鹿児島本港(高速船ターミナル前) - 熊本交通センター（天文館・鹿児島中央駅・鹿児島空港・益城インター経由）
- 「空港・日置線」鹿児島空港 - 湯之元（伊集院駅経由、一部日吉支所前発着）
- 「川内線」鹿児島空港 - 京セラ川内（蒲生・入来・市比野・川内駅経由）、ほか
- 「せんだい号」
  - 鹿児島（天文館・鹿児島中央駅） - 川内（川内山形屋前・鹿児島純心女子大学）
  - 鹿児島中央駅西口→川内駅・鹿児島純心女子大学

## 定期観光バス
霧島連山とえびの高原の観光用として「霧島・えびの高原定期観光バス」を毎日運行している。詳細は国分営業所参照

## コミュニティバス
沿線の各自治体の委託を受けてコミュニティバスの運行も行っている。詳細は各項目参照
- 鹿児島市コミュニティバス （鹿児島市）：あいばす（伊敷西部地区・郡山地区）を担当
- 日置市コミュニティバス （日置市）：伊集院地区・東市来地区を担当
- 霧島市ふれあいバス （霧島市）：国分地区・霧島地区・牧園地区を担当
- 姶良市コミュニティーバス （姶良市）：加治木巡回バスの運行を委託
- 薩摩川内市コミュニティバス （薩摩川内市）：市街地循環線の東回り（愛称「くるくるバス」）と市内横断シャトルバスと樋脇地域（愛称「樋脇ゆうゆうバス」/4路線）と東郷地域（愛称「東郷ゆったりバス」/3路線）の計10路線の運行委託。
- いちき串木野いきいきバス （いちき串木野市）

## 廃止路線・系統

### 2006年11月8日のいわさきグループバス路線再編によって廃止された路線・系統（当時は林田バス）
- 【高速ゆけむり号】鹿児島（天文館） - （高速道）・牧園麓 - 霧島いわさきホテル・えびの高原
九州自動車道経由で鹿児島市内と霧島を結んだ高速バス。トップドアの高速仕様車のほか、通常の中乗り前降りの路線バス仕様車も運用された。運行開始当初は1日2往復の運行で、溝辺鹿児島空港ICから日当山方向へ下って西光寺交差点から国道223号線を北上していた。その後、県道整備のため嘉例川経由に変更の上、便数も6往復に増便された。
- 霧島いわさきホテル - 大浪池登山口 - えびの高原
いわさきグループの一般路線では数少ない県外越境路線。『ゆけむり』号の間合いを兼ねている。
- 伊敷ニュータウン - 中央駅・日当山・妙見・山ノ湯 - 霧島いわさきホテル
1997年の路線改定以後も残った10号線経由の系統。晩年は平日の日中の1往復のみの運行で車両は鹿児島営業所の担当だった。
- 国分駅 - 京セラ国分 - 萩ノ元
貸切代替扱いでJR九州バスの路線を引き継いで運行。1日4往復の運行で休日運休だった。
- 国分駅 - 京セラ国分 - 上野原遺跡（ハイテク展望台）
霧島市国分南部にある上野原遺跡・縄文の森への足として運行。当初はバス車体側面に『上野原遺跡バス』と書いた専用車が用意された。行先は『上野原遺跡』だが実質は1つ先のハイテク展望台が始発終着だった。
- 国分駅 - きよみず・郡田 - 堂之尾
旧国分市の会員制バス『シティウォーカー』の1路線として運行開始。シティウォーカー運行終了後は林田バス独自路線として活躍。もともとはJR九州バスの路線だった。ただし、林田バスの路線とは所どころで経路が異なっていた。
- 国分駅 - 国分・見次十文字 - 隼人駅
JR九州バスの路線を引き継いで運行。朝と昼1往復ずつ計2往復のみの運行で休日運休だった。
- 隼人駅 - 日当山・妙見・犬飼 - 横瀬
旧牧園町の山間にある中津川地区をゆく路線。最盛期には日当山温泉（現日当山）発着で3往復ほどの運行で、林田名物のいすゞのキャブオーバーバスで運行されていたが、晩年は朝の1往復のみで土曜・休日は運休だった。
- 【霧島・えびの高原周遊バス】
  - 霧島温泉駅 - いわさきホテル・えびの高原・不動池・えびの高原・高千穂河原・高千穂牧場・霧島神宮前 - 霧島いわさきホテル
  - 霧島いわさきホテル - えびの高原・不動池・えびの高原・高千穂河原・高千穂牧場・霧島神宮前 - 霧島いわさきホテル（右・左まわり）
  - 丸尾 - 霧島いわさきホテル・えびの高原・不動池・えびの高原 - 高千穂河原

2003年3月の九州新幹線部分開業の際に霧島・えびの地区の観光路線として運行開始、初便と終便は丸尾～高千穂河原間の運行、午前の1本のみ霧島温泉駅を始発とし、JR肥薩線の特急『はやとの風』との接続を図っていた。
- 霧島いわさきホテル - 母ヶ野・横瀬・犬飼・牧園麓 - 霧島温泉駅
運行区間の大半は山間をゆく。かつてはこの経路を通ってはるか遠くの宮之城までの路線だったが、晩年は霧島西口駅（現霧島温泉駅）まで短縮、運行も休日早朝の霧島温泉駅ゆき1本のみの運行で乗客もほぼ皆無に等しく、運行時間が時間だけにバスマニアなどの乗車もほとんど無く、路線維持のためのような路線だった。
- 霧島いわさきホテル - 牧園アリーナ・牧園麓・霧島温泉駅・横川三文字・山ヶ野 - 永野金山
この路線もかつては霧島と旧宮之城町（現さつま町宮之城）を結んでいた。晩年は休日の昼1往復のみの運行で乗客もまれにバスマニアが乗車してくるぐらいでほぼ皆無に等しい。往路はいわさきホテル発で復路は霧島温泉駅ゆきだった。
- 国分営業所 - 国分・見次十文字・浜之市 - 加治木本町
国分市内・見次・観光道路（国道223号）を経由、重久と加治木を結んだ。朝の加治木ゆきのみの運行で休日は運休だった。
- 姶良駅 - 姶良ニュータウン
姶良町（現姶良市）のベッドタウンである姶良ニュータウンと最寄駅のJR姶良駅を結んだ系統で、朝と夕のみの運行。朝は駅へ、夕はニュータウンへ向かった。
- 鹿児島空港 - 日当山・隼人駅・国分・名波団地 - 京セラ社宅前
空港と霧島市国分を結ぶ路線の1つで運行開始当初（1980年頃）はメインの路線であった。当初は社宅前の先、東公園前までの運行でのちに京セラ正門前までの運行に変わり、その後、正門前停留所が市道から京セラ私有地になったため、晩年は社宅前まで短縮、便数も昼の1往復のみの運行となった。
- 【特急】鹿児島空港 - 日当山・ホテル京セラ・国分 - 京セラ社宅前
- 【特急】鹿児島空港 - 日当山・（参宮橋）・国分 - 京セラ国分
空港と国分を結ぶ系統で、ホテル京セラ経由は国分方面ゆき1本のみの運行で、鹿児島空港・西光寺・京セラ隼人・鹿児島神宮下・ホテル京セラ・ソニー国分前・国分・京セラ社宅前に停車した。一方、参宮橋経由は1日2往復の運転で、鹿児島空港・西光寺・京セラ隼人・鹿児島神宮下・国分駅前・国分・京セラ国分に停車した。基本は霧島営業所の担当だったが、一部の便は川内空港特急の間合いで川内営業所の担当便もあった。
- 【特急】霧島いわさきホテル - 牧園麓・霧島温泉駅・横川三文字 - 鹿児島空港
現在の嘉例川経由の系統が確立されるまで霧島～鹿児島空港線のメインの系統で、霧島西口駅（現霧島温泉駅）・横川とかなり大回りの系統だった。晩年は鹿児島空港ゆきのみ朝と昼各1本計2本のみの運行だった。メインの系統時代は南国交通と共同運行だった。
- 【急行】鹿児島 - 串木野新港・上川内
1日数本のみ運行していた急行便で、川内系統は朝の1本（上川内ゆき）のみで、あとは鹿児島～串木野新港間の運行、甑島航路の接続を図っていた。
- 鹿児島駅 - 郡山・岳 - 仕明
鹿児島市と郡山町（現鹿児島市）の市来町境にある仕明集落を結ぶ系統で、常盤経由と里岳経由の2系統あった。
- 鹿児島駅 - 郡山・里岳・麦生田 - 伊集院
郡山経由で鹿児島～伊集院を結ぶ系統。
- 丸岡 - 三重岳・鹿児島中央駅 - 県自動車試験場
平日朝の試験場ゆきのみ運行していた系統。
- 県自動車試験場 - ザビエル公園 - 伊敷ニュータウン
平日昼に伊敷ニュータウンゆきのみ運行、電車通りを経由せず裏道のザビエル公園前を経由していた。
- 上川内 - 高江・久見崎・寄田 - 土川車庫
薩摩川内市西部の川内川沿いに海寄りを走っていた。途中には川内川河口や九州電力川内原発がある。現在は薩摩川内市に移管。南国交通に運行委託。
- 上川内 - 永利・市比野・木場 - 野下
- 上川内 - 永利・福祉センター循環
- 宮之城 - 佐志 - 永野金山
- 川内駅 - 入来・祁答院支所 - 永野金山
- 串木野 - 白浜 - 羽島車庫 - （上川内）
- 湯之元 - 梅木・高山・皆田 - 湯之元
- 湯之元 - 上市来・梅木・荻 - 伊集院駅

（こけけバスが運行を継続）
- 南瀬 - 五代・上川内・川上・芝居段 - 城西高校
- 湯之元 - 崎野 - 川上
- 串木野 - 湯之元・東市来・江口 - 飯牟礼入口
- 串木野 - 生福・野下・木場 - 市比野

### 上記以外の理由によって廃止された路線・系統
- 【サザンクロス】鹿児島 - 大阪なんば・堺
  - 南海電鉄（現・南海バス）との共同運行路線で運行開始当初は南海なんば駅（サウスタワーホテル）経由で南海堺駅に乗り入れていた。のちに南海堺駅乗り入れを廃止、近鉄バス・鹿児島交通『トロピカル号』に仲間入りし、近鉄あべの橋・上本町駅乗り入れを開始するも近鉄以外の3社は撤退。その後は鹿児島側の予約・運行支援業務を当社が担当していたが、2016年9月末日を以って路線廃止と共に運行支援業務も終了。
- 【南洲号】鹿児島 - 京都四条・祇園
  - 鹿児島交通・南国交通・京都交通（現・京阪京都交通）との共同運行路線で、京都の中心、四条河原町・祇園へ乗り入れていた。
- 【錦江湾号】鹿児島 - 名古屋・名鉄バスセンター
  - 鹿児島交通・南国交通・名古屋鉄道（現・名鉄バス）との共同運行路線
- 【隼人号】鹿児島 - 北九州・小倉
  - 鹿児島交通・南国交通・西日本鉄道との共同運行路線
- 【ビジネス特急「3グランドライナー」】鹿児島 - 串木野 - 川内
  - デラックス車両を使用したビジネス便。
- 国分駅 - 自衛隊正門前・浜之市 - 隼人駅
  - 旧国鉄バス路線を引き継いだ系統。隼人町（現霧島市）巡回バス（西校前 - 隼人駅 - 上小鹿野）運行開始と同時に系統消滅
- 霧島いわさきホテル - 母ヶ野・横瀬・犬飼・牧園麓・霧島温泉駅・横川三文字・山ヶ野・永野金山・佐志 - 宮之城
  - 平日1往復のみ運行していた模様。詳細は不明
- 霧島神宮駅 - 霧島神宮前・高千穂河原 - 霧島いわさきホテル
  - 霧島・えびの高原周遊バス運行開始と同時に系統消滅
- 西校前 - 浜之市・隼人塚 - 隼人駅
  - 隼人町巡回バス運行開始当初に設定
- 日当山 - 上姫城 - 上小鹿野
  - 1987年頃まで小型車両により運行、のちに隼人町巡回バスとして復活
- 鹿児島空港 - 日当山・隼人駅・見次・ホテル京セラ・ソニー国分・国分・名波団地 - 京セラ社宅前
- 【特急・急行・快速・普通】鹿児島 - 国分・霧島神宮 - ホテル林田温泉（霧島いわさきホテル）
- 【特急】鹿児島 - 隼人・日当山・山ノ湯 - ホテル林田温泉（霧島いわさきホテル）
- 鹿児島 - 隼人・日当山・犬飼 - ホテル林田温泉（霧島いわさきホテル）
- 鹿児島 - 野久美田 - 日当山・重久
- 鹿児島 - 自衛隊・姫城 - 日当山・重久
- 鹿児島 - 隼人塚・ソニー・国分 - 重久
- 鹿児島 - 自衛隊・国分・重久 - 日当山
- 鹿児島 - 見次・姫城・国分 - 重久
- 鹿児島 - 見次・日当山 - 重久
- 鹿児島 - 自衛隊・国分 - 名波団地（東公園）
- 鹿児島 - 西鹿児島駅（中央駅）・天文館 - 加治木港・加治木駅
- 重久 - 日当山・隼人駅・見次十文字・国分 - 名波団地（東公園）
- 県工業技術センター - 隼人駅・日当山・犬飼 - 横瀬
- 国分市循環バス【シティウォーカー】
- 「人吉 - 鹿児島空港線」鹿児島空港 - 吉松・人吉
  - 鹿児島 - 熊本線に統合
- 【隼人巡回バス】上小鹿野・医療センター - 隼人駅・浜之市・国分（市街地） - 京セラ国分
  - 隼人方面～国分市街地間に短縮
- 【くしきの号】鹿児島空港 - 串木野駅（伊集院駅・湯之元・市来経由）
  - 鹿児島空港～湯之元間に短縮

## 廃止バス停留所
- みょうばん温泉・韓国岳登山口・不動池・高千穂牧場
  - 霧島・えびの高原周遊バスの停留所
- 植村・上植村・下尾田・横川小前・横川・横川三文字・横川中前・崎山・丸岡・紫尾田・北園・飛ヶ原・古城・山ヶ野・山神渕・十三谷・高木小下・胡摩目・永野金山
  - 霧島 - 永野金山線の停留所
- ゴルフ場入口・別荘地入口
  - 霧島 - 北薩方面の路線が走っていたと思われる。別荘地入口にはバス停が残存（同位置に20年4月から牧園ふれあいバス「井田水」バス停が設置された）。
- 真頭・母ヶ野岐れ・養魚場入口・湯之窪
  - 霧島→母ヶ野・横瀬→霧島温泉駅線の停留所。過去には宮之城方面の路線も走っていた。晩年は牧園ふれあいバスの停留所として残存していた。停留所のみ廃止（路線は残存）
- JA清水前
  - 国分駅 - 郡田 - 堂之尾線の停留所
- 県営住宅前・姶良駅
  - 姶良駅 - 姶良ニュータウン線の停留所
- 鎮守尾・轟橋・後川内・上野原遺跡・国分ハイテク展望台
  - 国分駅 - 上野原遺跡線の停留所
- 大里（霧島市）・富隈小前
  - 国分営業所→見次→加治木線の停留所
- 坊主墓上
  - 霧島町ふれあいバスの停留所。2008年4月の路線改定に伴い廃止。
- 自動車教習所前（加治木町）・ザ王病院前
  - 加治木町巡回バスの停留所。
- 芝居段・生福下
  - 川内 - 農免道路 - 城西高校線の停留所
- 界子仏・通山・岩谷下
  - 霧島市牧園ふれあいバスの停留所。停留所のみ廃止（路線は残存）
- 笹の段入口
  - 霧島市牧園ふれあいバスの停留所。2008年の路線改定により場所を移設、停留所名を「界子」に変更。
- 岡・横手・前田・船津温泉
  - 鹿児島 - 姶良NT - 船津温泉線の停留所
- 三田坪公園・重久団地・クッキー前・薩摩ビール園下・薩摩ビール園・野口東・郵便局前・広瀬本町・保育所前・大橋・湊・湊入口・京セラ東・京セラ南
  - 2001年秋から1年間運行された国分市循環バス『シティーウォーカー』の停留所
- ホテル京セラ・名波団地中央・京セラ社宅前・京セラ正門前・東公園
  - 国分 - 鹿児島空港線・国分ローカル線の停留所
- 見次
  - 国分ローカル線の停留所。毎年2月の鹿児島神宮「初午祭」開催時は臨時バス停として復活。
- 城の下・諏訪神社・住吉校前・住吉住宅・住吉支所・上日置・飯牟礼入口
  - 串木野 - 湯之元 - 江口浜 - 飯牟礼線の停留所
- 仕明・仕明下・梨木野上・梨木野・雪元
  - 鹿児島 - 郡山 - 岳・仕明線、郡山コミュニティバスの停留所（郡山コミュニティバスは現在JR九州バスが担当）
- サティー南口
  - 国分方面 - 上小鹿野系統（通称、隼人巡回バス）の停留所。2010年3月の経路変更により廃止
- 日当山小正門前
  - 日当山小スクール系統が停車、かつては鹿児島 - 重久系統もここを通過していた。
- 金山入口・鉱業所前・山峯入口・診療所前・永野駅・永野中央公民館・下丁場・永野新地・簗平・熊田入口・別府原・黒鳥入口・黒鳥・小川田三文字・小川田・仮屋瀬・広瀬・（佐志）保育園前・佐志駅前・田原・時吉・田の神元・とどろ温泉・川原
  - 宮之城 - 永野金山線の停留所
- 加治木港
  - 林田産業交通時代に鹿児島方面から一部便が乗り入れていた。
- 南海堺駅前・難波高速バスセンター・あべのバスセンター・上本町バスセンター
  - 夜間高速バス【サザンクロス号】の停留所。路線撤退に伴い乗り入れ終了
- 向花小前・府中町西
  - 霧島市国分ふれあいバスの停留所。2011年4月の経路変更に伴い廃止。

※一般路線では廃止となったがいわさきバスが委託運行しているコミュニティーバスの停留所として現存している停留所は省いている。

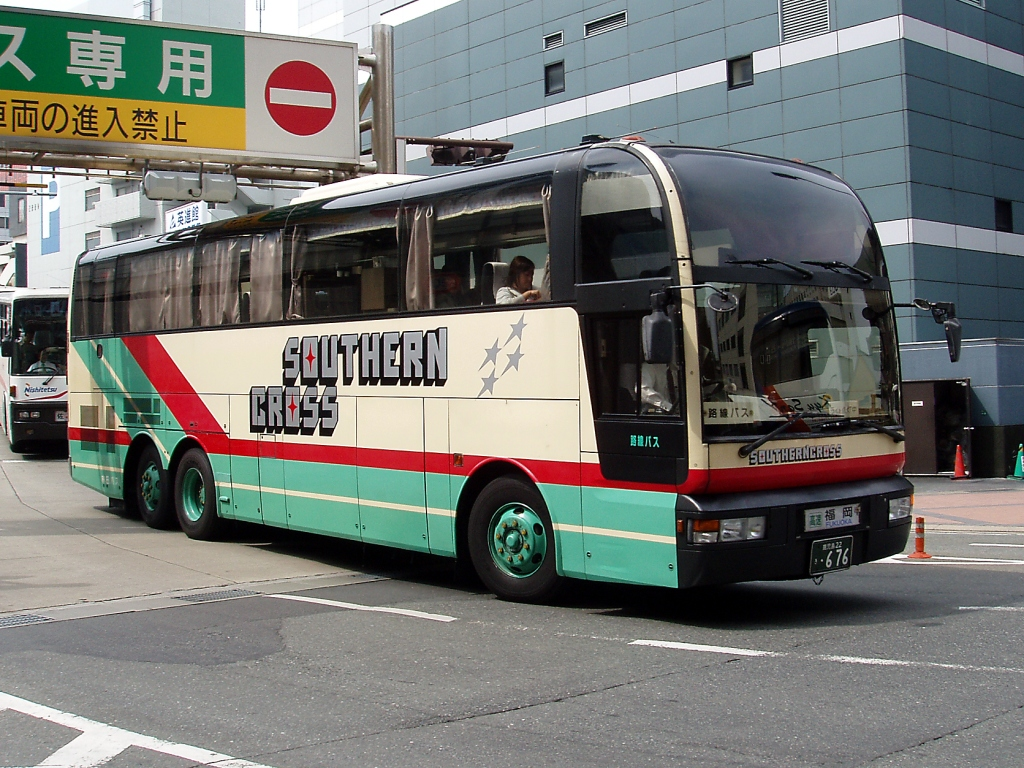
かつての夜行高速車

## 使用車両

### 林田産業交通
主に三菱ふそう・日野・日産ディーゼル（当時、現「UDトラックス」）の3社を採用。とくに路線系では三菱ふそうのエアロスターを多く採用していた。かつては日野自動車の西日本車体工業製の通称『かまぼこ』こと日野RC300を多く採用していたほか、ふそうの通称『ミニふそう』や貸切下がりの通称『オバＱ』・『たらこ』など多数存在していた。1992年から9メートル大型路線車を導入、このうち1996年に導入されたいすゞLTはアイドリングストップ&スタート・システムを試験採用、姶良ニュータウン車庫に配置されたが、現在は国分営業所重久車庫に配置、もっぱら霧島市隼人・国分地区のローカル運用に徹している（現在は廃車）。
車両仕様は一般路線車は一時期は逆T字窓や昇降式サッシ窓も採用されたが基本的には観光車と同じメトロ窓。中型車は1980年代から本格的に採用。西日本車体工業製も少なくない。
塗装はクリーム色・若草色のツートンカラーにワンマンであることを示す赤、冷房車であることを示す水色のラインが入る（広電バスと同じ）。都市間路線用はアレンジが異なる。
なお、夜行路線車については1989年に南海電気鉄道（現：南海バス）との共同運行で大阪線「サザンクロス号」を運行開始した際に予備車を含め3台導入され、尚且つ全て本路線専用車としていたが、のちに複数の夜行路線も相次いで運行開始するものの、ほとんどが鹿児島県内他2社（鹿児島交通・南国交通）も参入した事により、首都圏側事業者との隔日運行における場合においても鹿児島側は3社によるローテーション運行として運行比率が下がったため（単純に計算すると6日に1回の運行）、以降は各路線専用車を導入せず全ての夜行路線における共通運用となった。その名残で、車体には「SOUTHERN CROSS」のロゴが入っていた。

### 林田バス→いわさきバスネットワーク
いわさきグループの一員であることを明確に主張する、白地に緑の椰子の木と赤のロゴが採用されている。車両仕様も鹿児島交通に準じ、独自性は失われた。林田産業交通から承継した車両の中にも塗り替えられたものがある。
2000年には鹿児島県内で初の中型ワンステップバス（いすゞ・エルガミオ）も導入されたが、経営難のため新型車の導入は中断し、首都圏のバス事業者からNOx・PM規制で比較的新しい車両（排ガス規制U-など）を移籍させて体質改善を図っている。2010年ごろからは首都圏のほか関西圏からも車両も移籍している。2011年3月現在、在籍車両のほとんどが首都圏(一部関西圏)からの移籍車両である。
2011年3月に九州新幹線が全線開業するのを受けて、京成バスが幕張新都心地区で使用していた連節バス（ボルボKC-B10M）を4台導入する。平川動物公園発着の路線、鹿児島駅前 - 紫原 - オプシアミスミ間、鹿児島中央駅前 - 県庁前 - 鴨池港間で使用する予定であるが、2014年1月現在、計画は白紙となっている。

## 関連会社
いわさきグループ各社
- バス事業者
  - 鹿児島交通
  - 鹿児島交通観光バス
  - 三州自動車（解散済）
  - 種子島・屋久島交通
- 船舶事業者
  - 鹿児島商船
  - 垂水フェリー